# مقاطعة بويد (نبراسكا)
مقاطعة بويد (بالإنجليزية: Boyd County)‏ هي إحدى مقاطعات ولاية نبراسكا في الولايات المتحدة الأمريكية.